# I-35W Saint Anthony Falls Bridge
De Saint Anthony Falls Bridge is een brug in Minneapolis in de Verenigde Staten. De brug is in 2008 geopend als vervanging van de ingestorte I-35W Mississippi River Bridge. De Interstate 35 loopt met 10 rijstroken over de brug.
De bouw van de brug is in ijltempo uitgevoerd omdat de economisch belangrijke I-35 afgesloten was door de instorting van de oude brug. De bouw van de brug is aanbesteed als Design & Build. De aannemer was verantwoordelijk voor het ontwerp en de bouw waardoor de beide processen zo efficiënt mogelijk uitgevoerd konden worden. Aannemer Flatiron wist de brug drie maanden eerder dan afgesproken op te leveren, wat het bedrijf een bonus van 27 miljoen dollar opleverde.